# Castillejo de Martín Viejo
Castillejo de Martín Viejo ist eine kleine westspanische Gemeinde (municipio) in der Provinz Salamanca in der Autonomen Region Kastilien-León.

## Lage
Castillejo de Martín Viejo liegt in der wasserreichen aber felsigen Hügellandschaft im Westen Spaniens entlang der Grenze zu Portugal. Die sehenswerte Stadt Ciudad Rodrigo liegt etwa 15 Kilometer südöstlich.

## Bevölkerungsentwicklung
| Jahr      | 1960 | 1970 | 1981 | 1991 | 2000 | 2018 |
| Einwohner | 1073 | 711  | 424  | 324  | 337  | 216  |

In der 2. Hälfte des 19. Jahrhunderts bis zum Jahr 1960 hatte der Ort stets um die 1000 Einwohner.

## Wirtschaft
Infolge der steinigen und deshalb schwer zu bearbeitenden Böden sind die ackerbaulichen Erträge gering. Daher spielen Viehzucht und Milchwirtschaft in der Landwirtschaft eine größere Rolle. Infolge der Mechanisierung der Landwirtschaft ist die Bevölkerung des Ortes in der zweiten Hälfte des 20. Jahrhunderts stark zurückgegangen.

## Geschichte
Über die Geschichte des kleinen Ortes ist nicht viel bekannt. Etwa zwei Kilometer westlich entlang des Río Águeda befinden sich die von der UNESCO als Weltkulturerbe anerkannten Felszeichnungen von Siega Verde. In islamischer Zeit war die Gegend entvölkert. Im 11. und 12. Jahrhundert wurde sie im Zuge der Rückeroberung der ehemals christlichen Gebiete (reconquista) von Zuwanderern aus dem christlichen Norden, aber auch aus dem Süden Spaniens wiederbesiedelt (repoblación).

## Sehenswürdigkeiten
- Die im 16./17. Jahrhundert erbaute Pfarrkirche hat einen aus Ziegelsteinen gemauerten Glockengiebel (espadaña).

Umgebung
- Die prähistorischen Zeichnungen in der Schlucht des Río Águeda sind nahezu unzugänglich.
- In der Umgebung von Castillejo de Martín Viejo finden sich einige alte Steinbrücken.